# 황하
황하(중국어: 黃河, 병음: Huáng Hé, 영어: Yellow River, 표준어: 황허강)는 중국에서 장강 다음으로 긴 강이다. 칭하이성의 쿤룬산맥에서 발원하여 5,464 km를 흐르며 발해 만으로 흘러든다. 큰 하천을 일컫는 일반명사인 하(河)는 원래 이 강을 가리키는 고유명사였다.

## 지리
황하의 하류 지역은 중원으로 불린다. 이 땅은 황하 문명 발상지이며, 과거에 역대 왕조의 수도가 있었다. 황하는 상류, 중류에서 황투고원을 통해, 많은 지류가 유입하기 때문에, 대량의 황토를 포함한다. 황하가 흘려 보내는 토사는 연간 16억 톤에 달하며, 이는 세계 최대 운반량이다. 그 토사의 퇴적에 의해, 하구 부근에는 광대한 삼각주 지대를 형성하고 있다.
중류에 위치한 황투고원은 마지막 빙하기 때 쌓인 수백 미터 두께의 뢰스 퇴적층으로 형성된 것이다. 강은 이제 남쪽으로 흘러 화북 평원에 이르러 동쪽으로 방향을 바꾼 후에 산둥 반도 북쪽의 현재의 삼각주까지 흐른다.

## 유로 변화

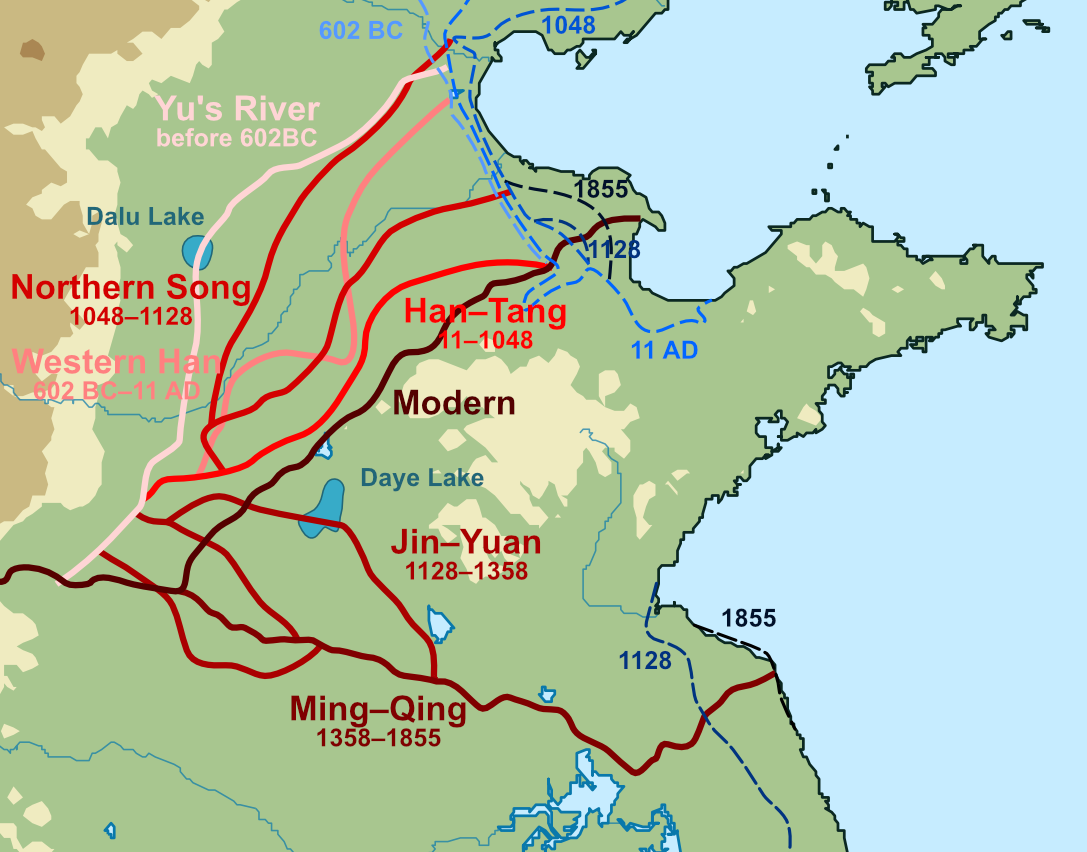
황하의 유로 변화

황하의 잦은 범람으로 인해 저지대는 세월이 지나면서 충적층으로 메워졌고, 유로는 수시로 바뀌어 도저히 다스릴 수 없는 강이었다. 화이허로 흐르던 시기를 황하탈회라고 한다. 1854년 이전에는 황하의 유로는 산둥반도의 남쪽을 지나 황해로 유입하였다. 1850년대의 대홍수로 충적지의 일부가 침식되어 강 하구는 현재처럼 북쪽으로 320km를 이동하게 되었다. 현재의 황하 하류는 원래는 황하와 별개의 강인 지수이 강이었는데 1855년의 치수사업으로 황하를 지수이 강으로 흘러들어가게 한 것이다.
하류는 천정천으로 옛날부터 범람하여, 크게 물길을 바꾸어 왔다. 기원전 602년 이전에는 발해 북부의 톈진 부근에 하구가 있었고, 태산의 남쪽으로 흘러들었던 적도 있다. 이들은 모두 황하 옛길이다. 중일 전쟁 중인 1938년에는 일본군의 침공을 저지하려고 국민당이 제방을 폭파하여 물길을 바꾼 적도 있다.(1938년 황하 홍수). 이때 다시 산둥반도보다 남쪽으로 흐르게 되었다. 1947년에야 제방의 수복이 완료되어, 하구가 현재의 위치가 되었다.
전후, 삼문협 댐(三門峽大壩) 등 대규모 댐이 건설되어 홍수로 인한 피해는 감소했다. 그러나, 1970년대 이후, 공농업용수의 수요 증대에 의해 하류부에서 유량이 부족하게 되어, 하구 부근에서는 장기간 단류하는 등의 문제가 발생한 적이 있다.

## 생태
황하강에는 160여종 이상의 어류가 서식하는 것으로 확인되었다. 이중 잉어과 어종이 가장 흔했으며, 메기과와 종개과가 그 뒤를 이었다. 
황하강은 긴 길이 만큼 여러 구간에 거쳐 다양한 어류 생태계가 나타나는데, 상류인 칭하이에서는 맑은 물에서 사는 송어류가, 하류인 산둥에서부터는 뱀장어와 같은 기수어가 주로 관찰된다.
하지만 1970년대부터 여러차례 황허 단류가 발생하면서 황하의 생태계가 크게 위협받았고, 중화인민공화국이 추진한 강 중류의 중력댐 건설은 수질오염과 상하류 간 생태계 단절을 초래했다. 황하강 유역에서 자행된 환경 파괴는 어족 감소로 이어져 지역 어민의 생계에 심각한 위협을 주었다.
이렇게 극심한 환경적 재앙이 발생하면서 2018년부터 조업 금지 기간을 도입했고, 2022년부터 황하에서 낚시 행위를 전면 금지했다.

## 지류
- 바이허 (白河)
- 헤이허 (黑河)
- 웨이허 (渭河)
- 뤄허 (洛河)

## 사진

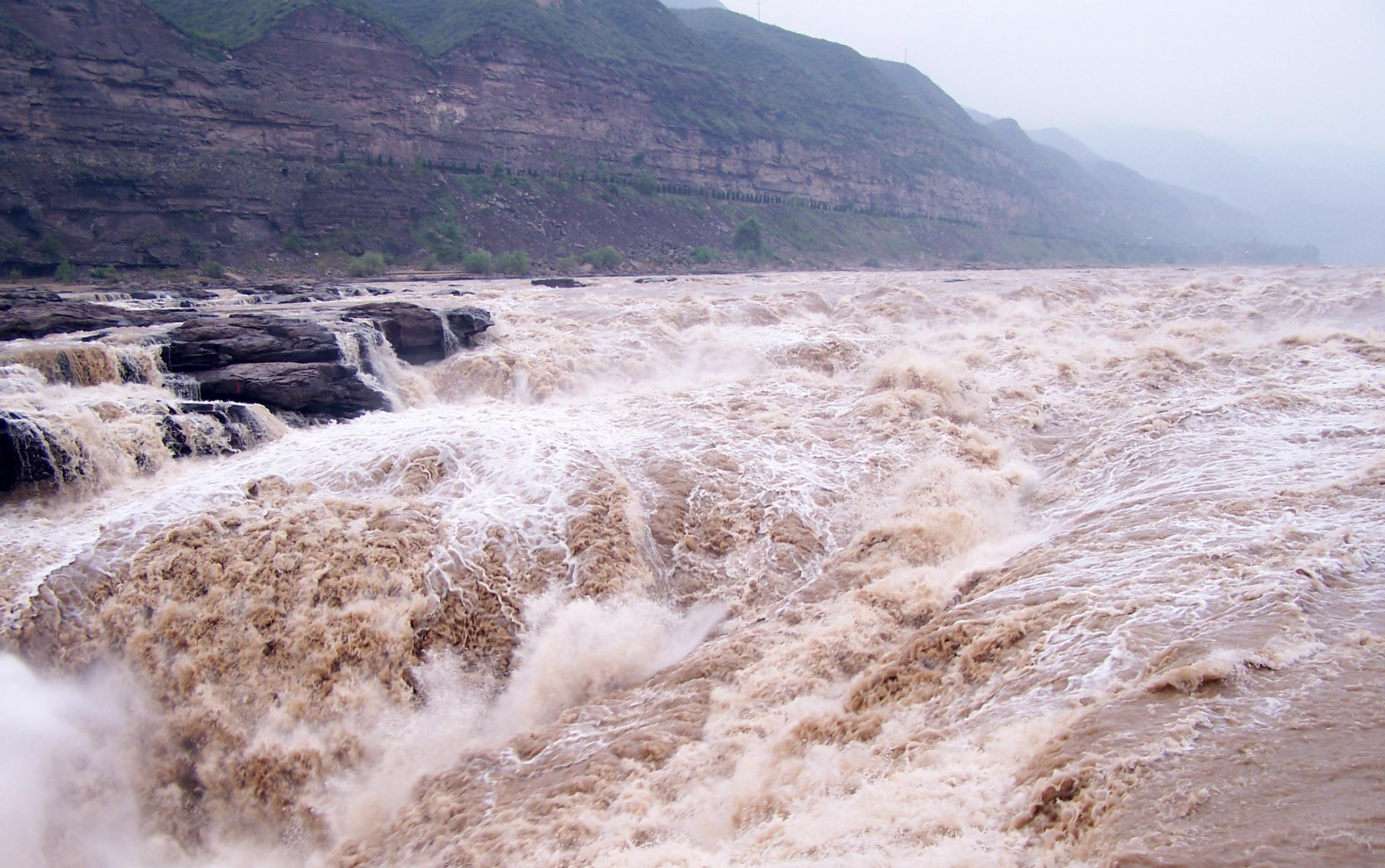
후커우 폭포(중국어: 壶口瀑布, ‘주전자 주둥이’라는 뜻).
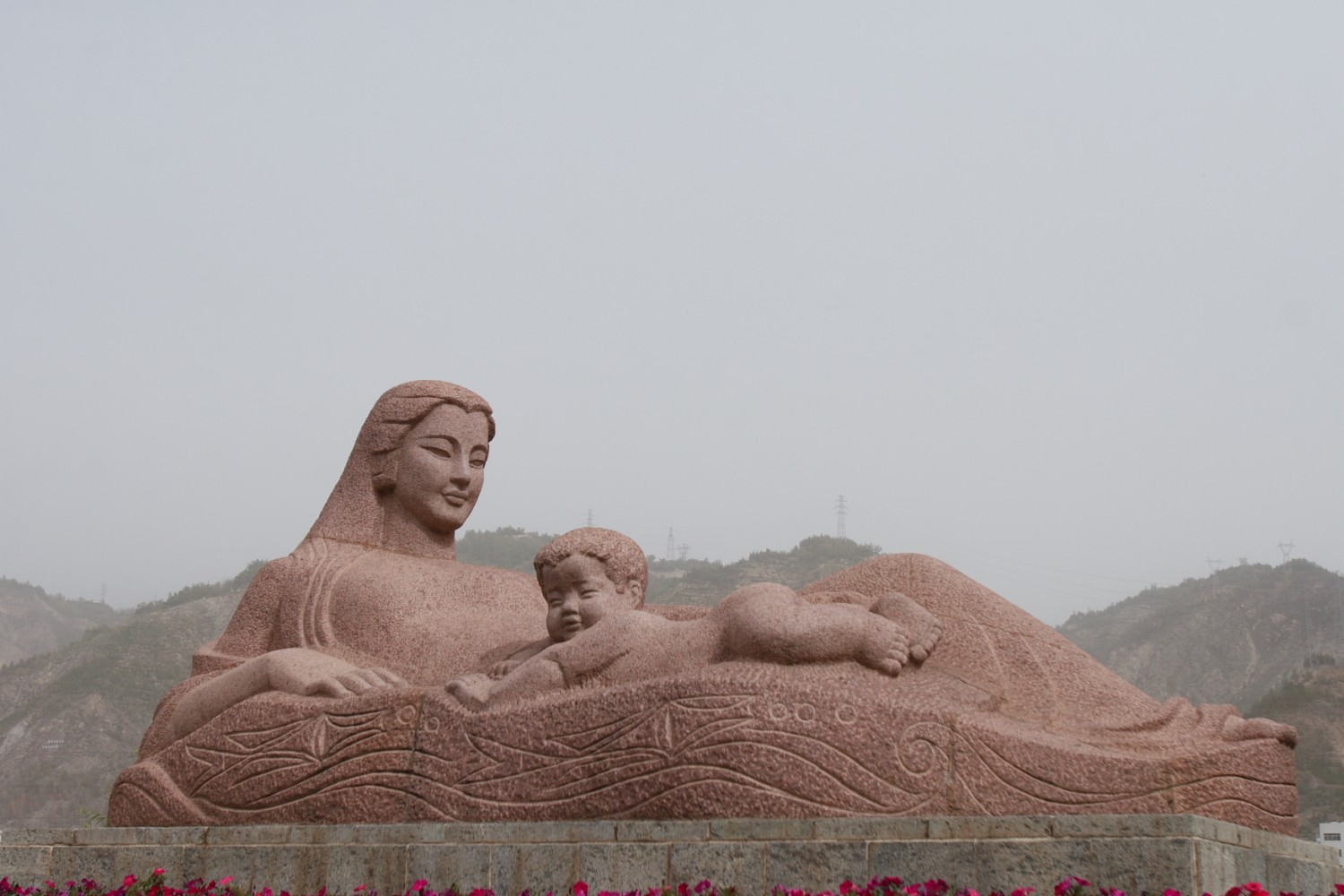
란저우의 황하 모친상
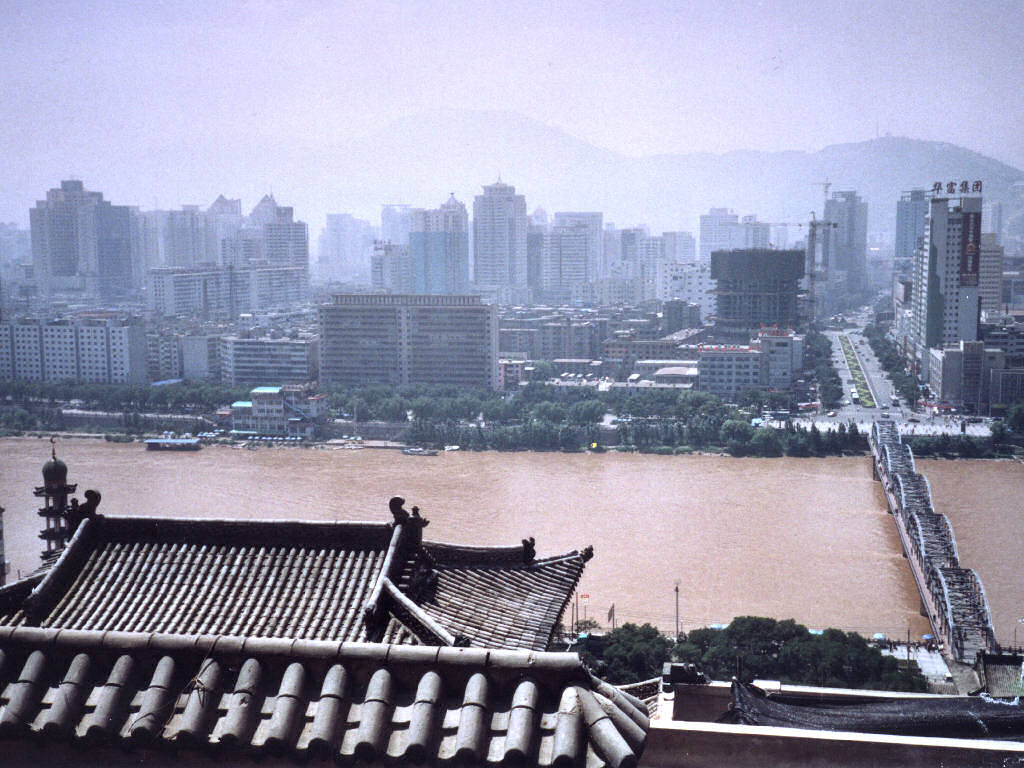
란저우의 황하 제일교
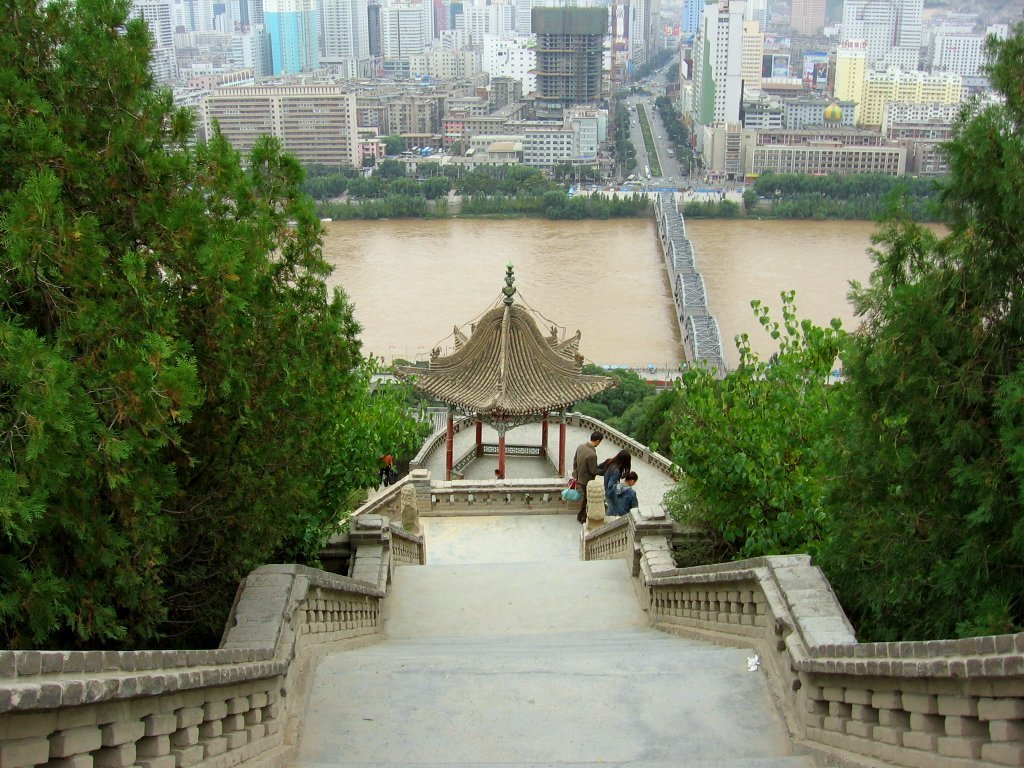
란저우의 백탑산에서 본 황하

## 같이 보기
- 중화인민공화국의 지리
- 화베이 평원
- 황해